# Bílina (vattendrag)
Bílina är ett vattendrag i Tjeckien. Det ligger i den nordvästra delen av landet, 70 km norr om huvudstaden Prag.